# Мирмекийский клад (2003)

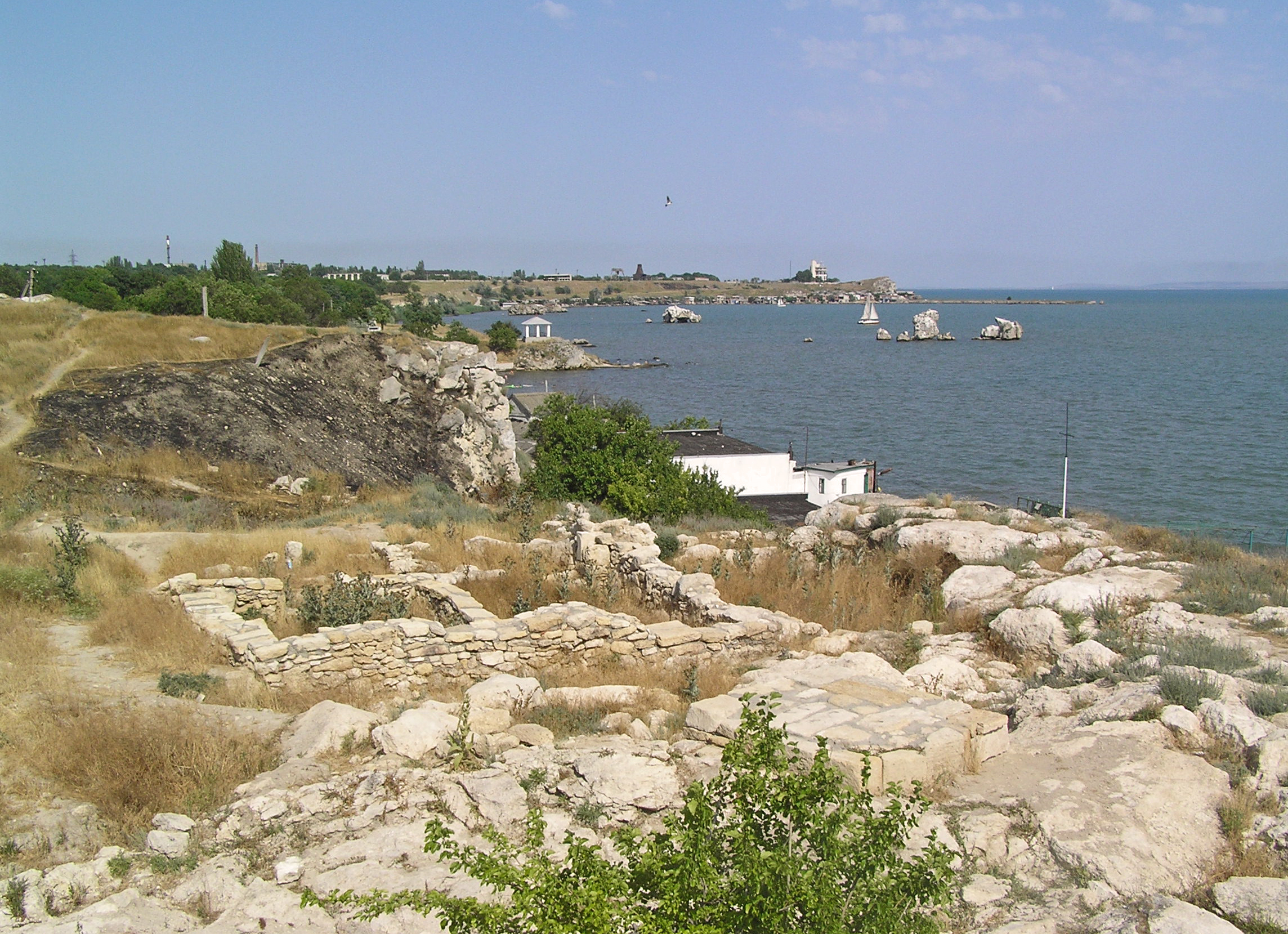
Городище Мирмекий на мысе Карантинный

Мирмеки́йский клад кизики́нов — монетный клад, найденный в 2003 году археологической экспедицией Государственного Эрмитажа под руководством А. М. Бутягина на античном городище Мирмекий в черте города Керчь (Керченский полуостров, Крым). Представляет собой собрание из 99 статеров, отчеканенных из электра в малоазийском городе Кизик в V и, вероятно, в начале IV века до нашей эры — так называемых «кизикинов», которые в указанный период являлись основной денежной единицей побережья Чёрного моря. Кизикины в целом и экземпляры из Мирмекийского клада в частности отличаются большим разнообразием изображений, помещённых на аверс монет.
Клад был найден в бронзовой ольпе в кладке стен алтарного помещения сооружения IV века до нашей эры, предположительно — святилища Деметры, что позволяет видеть в нём часть храмовой или городской казны Мирмекия. Сокровище было сокрыто, по всей видимости, во второй четверти IV века до нашей эры. Обстоятельства закладки клада связывают с периодом войн в истории Боспорского царства, в которое входил Мирмекий, в эпоху правления Левкона I.
Данный клад — наиболее крупная находка кизикинов на территории бывшего Боспорского царства, Северного Причерноморья и бывшего СССР в целом, вторая по величине находка кизикинов в мире. Кроме того, он является одним из наиболее выдающихся артефактов, обнаруженных в Мирмекии. Уникальность собрания заключается в наличии монет только из одного центра чеканки (Кизика), а также в том, что клад не был разграблен, в отличие от многих других монетных кладов региона. На сегодняшний день предметы из клада экспонируются в Золотой кладовой Восточно-Крымского историко-культурного музея-заповедника в Керчи.

## Обстоятельства обнаружения

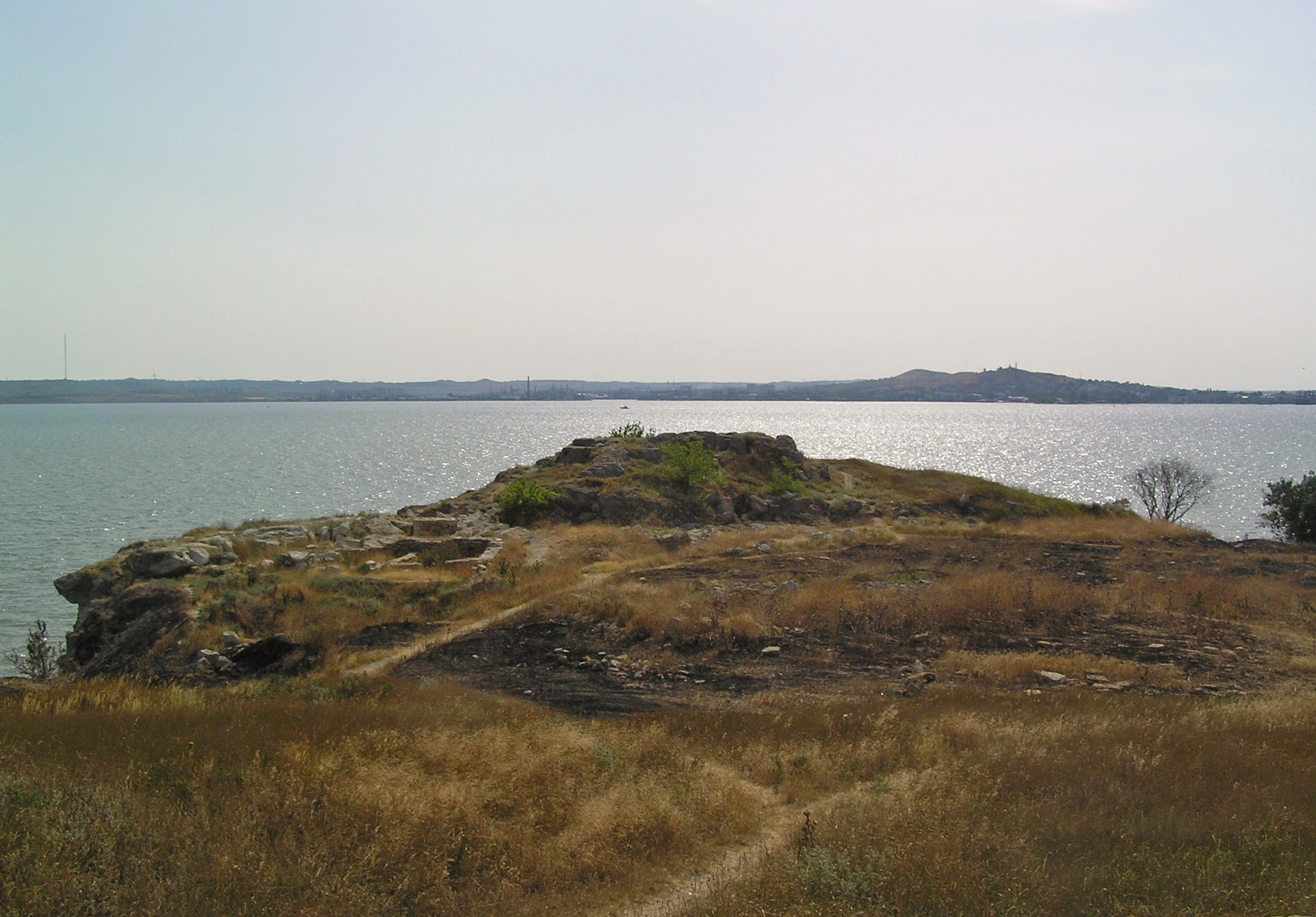
Городище на берегу Керченской бухты

Античное городище Мирмекий находится в восточной части Крыма, на Керченском полуострове, и ныне входит в границы Керчи. Древний город располагался на скале на территории современного мыса Карантинный в Керченской бухте, на берегу Керченского пролива Азовского моря.
Первые исследования городища проводились ещё в XIX веке. Локализовал Мирмекий в районе керченского портового карантина и составил первый план городища основоположник керченской археологии П. Дюбрюкс в 1820 году. В 1834 году матросами Керченского порта на будущем Карантинном мысу случайно был обнаружен разбитый мраморный саркофаг, находящийся сейчас в собрании Эрмитажа и по состоянию на начало XXI века остающийся самым большим мраморным саркофагом из числа обнаруженных в Северном Причерноморье за 200 лет раскопок в регионе. В 1863 году разведочные раскопки в данном районе проводил А. Е. Люценко, в 1880-х годах окрестности Мирмекия копал Ф. И. Гросс, в 1900-х годах — В. В. Шкорпил. Систематические раскопки в Мирмекии начались в 1934 году под руководством В. Ф. Гайдукевича, продолжаясь с перерывами до 1966 года (в 1956—1958 годах — совместно с польскими археологами во главе с К. Михаловским). В 1982—1994 годах на памятнике работала экспедиция Ю. А. Виноградова. В 1999 году была проведена совместная экспедиция Института истории материальной культуры РАН и Государственного Эрмитажа, а с 2000 года на городище начала работу постоянная эрмитажная Мирмекийская археологическая экспедиция во главе с А. М. Бутягиным.
20 августа 2003 года, в конце полевого сезона, на участке, где раскопки проводились под руководством научного сотрудника Эрмитажа Д. Е. Чистова, работавший в экспедиции студент Александр Ковригин обнаружил под камнем треснувший бронзовый сосуд с жёлтыми монетами. В первый день было найдено 95 монет, затем, при просеивании грунта и проверке его металлоискателем — ещё 4 монеты и мелкие осколки сосуда. Находки сразу же были зафиксированы и переданы в Керченский государственный историко-культурный заповедник.
Клад был найден на так называемом участке «И» раскопа, который, несмотря на большую площадь (4 тыс. м²), считался наиболее изученной частью памятника, причём ещё со времён В. Ф. Гайдукевича. Однако с начала работы экспедиции Эрмитажа было решено, что северная часть участка будет доследована. Это было связано с тем, что в результате смерти В. Ф. Гайдукевича и прекращения раскопок в 1966 году здесь не был до конца раскопан зольный холм («зольник I») — результат культовых практик жителей Мирмекия, распространённых в позднеклассический и эллинистический периоды. В 1964—1966 годах, незадолго перед прекращением работ, в этом районе было раскрыто более позднее здание IV века до нашей эры, возникшее уже на месте зольника — так называемое «святилище Деметры».

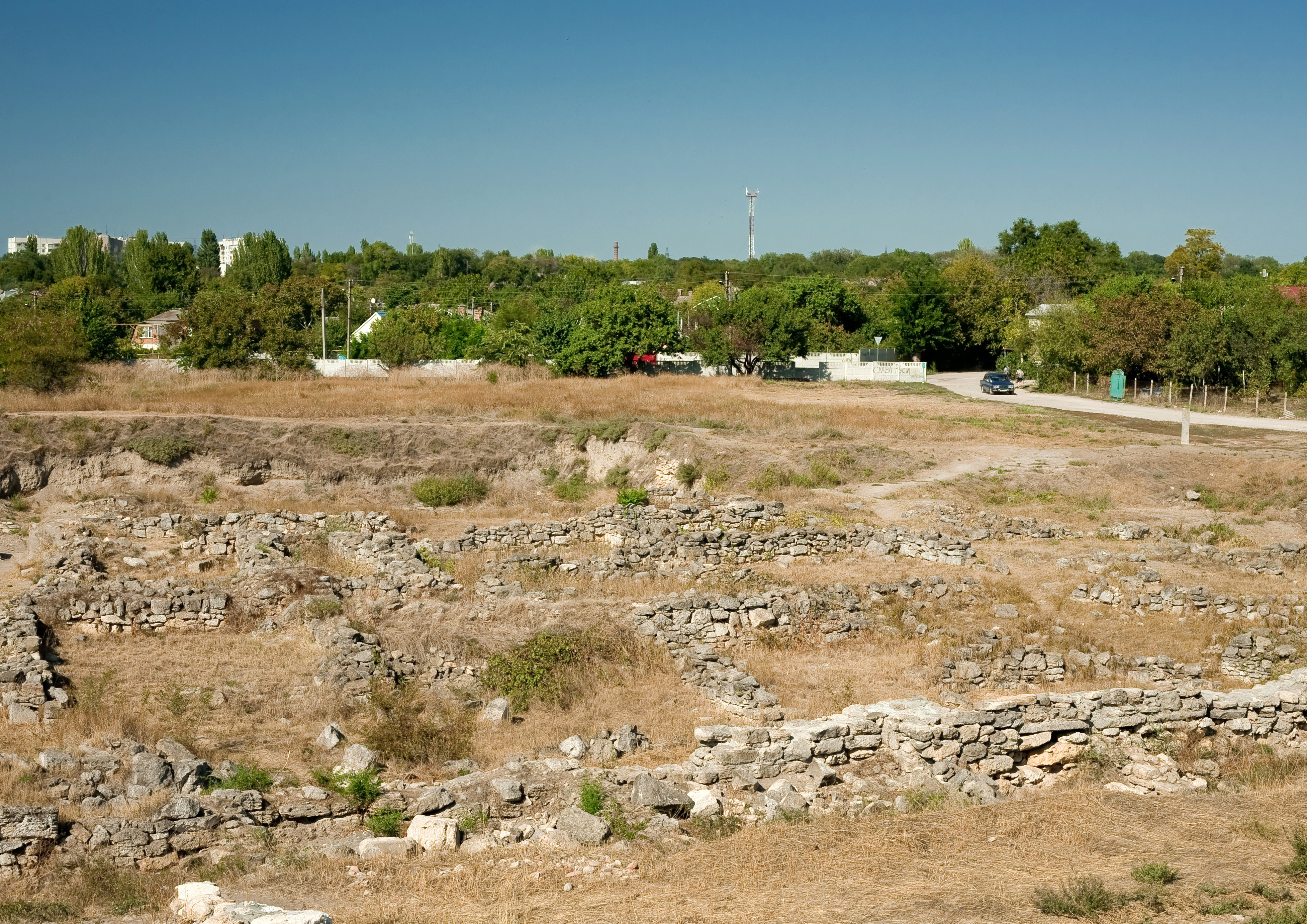
Городище Мирмекий

В 2001—2003 годах в северной части участка «И» были проведены изыскания с целью уточнить хронологию строительства и завершить реконструкцию плана святилища, включавшего в себя алтарное помещение (с прямоугольным каменным алтарём) и несколько смежных помещений. Было установлено, что сооружение возведено в начале IV века до нашей эры, а в начале второй четверти века существенно перестроено и расширено. В ходе разбора остатков стены помещения с алтарём как раз и был обнаружен монетный клад в бронзовом кувшине.
Кувшин был заложен в неглубокую яму под угол стен, которая была забита грунтом с бутовым камнем и затем заложена плитами вымостки пола. Позднее как раз над местом закладки, в углу помещения, было сооружено некое возвышение — возможно, основание для деревянной лестницы, которая вела на второй этаж святилища. Это дополнительно поспособствовало изоляции клада. Поскольку в 70-х годах IV века до нашей эры святилище было капитально реконструировано, кувшин с монетами мог быть спрятан под стеной здания только после этой реконструкции — то есть, не ранее второй четверти века.
Бо́льшая часть руин святилища Деметры была разобрана в 1966 году с целью исследования культурных слоёв, предшествовавших появлению зольника, на месте которого в своё время было построено святилище, однако остатки южной и восточной стены над местом сокрытия клада были лишь расчищены в 1965 году и не разобраны до конца. Мимо них проходила тропинка, проложенная местными жителями через территорию городища.

## Состав клада

### Сосуд

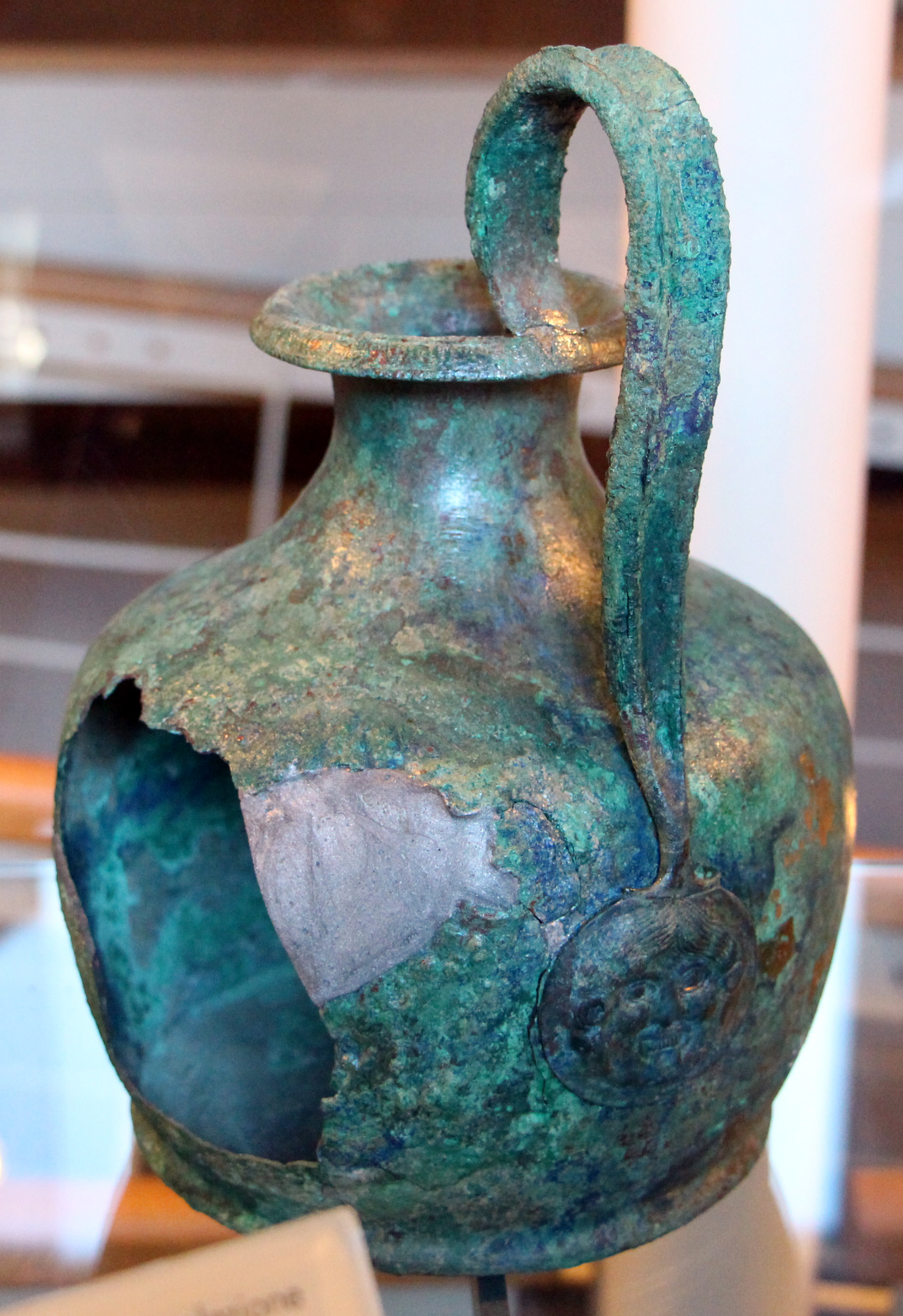
Типичная для ольпы форма ручки с атташем у нижнего конца. Бронзовая ольпа V—IV веков до нашей эры, в Ашано, Тоскана, Италия

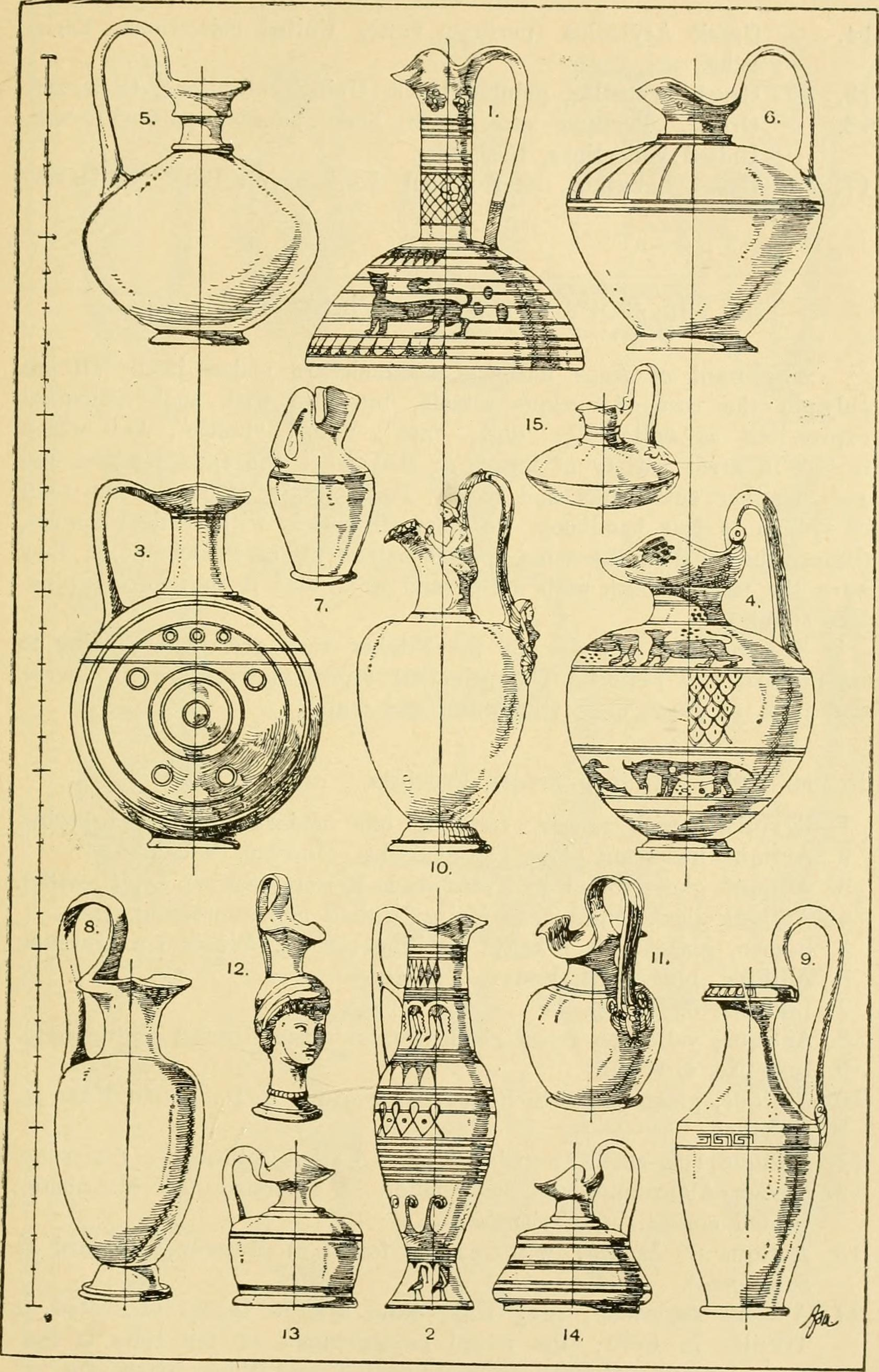
Типы форм древнегреческих сосудов: прохусы, ойнохои, ольпы (по). Форма сосуда под номером 9 (правый нижний угол) аналогична ольпе из Мирмекийского клада

Кувшин, в котором были найдены монеты — это бронзовая ольпа. Подобные сосуды часто фигурировали в качестве вотивных подношений в храмы и использовались в процессе жертвоприношений. Мирмекийская ольпа имеет плоское дно, вытянутое цилиндрическое тулово, немного расходящееся к сглаженным плечикам, круглый гладкий венчик без орнамента, отогнутый наружу, высокую массивную петлеобразную ручку с круглым сечением. Высота сосуда без ручки — 21,5 см, диаметр дна — 3,8 см, широкой части тулова — 8,5 см, горла — 5,2 см. Верхний конец ручки приклёпан тремя заклёпками к горлу под венчиком, нижний припаян к тулову под плечиком. Нижний конец ручки заканчивается атташем (декоративной накладкой на поверхность сосуда) в виде львиной морды с передними лапами по сторонам. Первоначально рельеф атташа был прочитан как изображение Горгоны Медузы.
Ольпа из Мирмекия относится к числу биконических бронзовых ольп. До находки в Крыму исследователям было известно лишь 38 сосудов подобного типа. Кувшинов, полностью аналогичных обнаруженному в святилище Деметры, установить не удалось. На основании сходства с керамическими ольпами, найденными на Афинской агоре, сосуд можно датировать второй половиной или даже последней четвертью V — первой половиной IV века до нашей эры. Если попытаться «встроить» этот кувшин в хронологию эволюции формы керамических ольп, предложенную в середине XX века Дж. Д. Бизли, анализируя его сходство с другими известными бронзовыми ольпами, то его датировку можно отодвинуть на первую половину, возможно — вторую четверть V века до нашей эры. Весьма вероятно, что ольпа попала в святилище как пожертвование.
Наиболее интересно сопоставление ольпы из Мирмекийского клада с бронзовой ольпой, обнаруженной в 1989 году в Васте в исторической области Мессапия (ныне на территории коммуны Поджардо провинции Лечче региона Апулия на юго-востоке Италии). Сосуд из Васте имел точно такой же характерный атташ в нижней части ручки в виде львиного скальпа с лапами по бокам. Более того, он так же был использован для хранения монетного клада: внутри ольпы находилось 150 серебряных статеров, отчеканенных в таких материковых городах Великой Греции как Тарент (142 монеты), Гераклея Луканийская (7 монет) и Фурии (1 монета). Основную часть клада составили тарентские статеры 272—235 годов до нашей эры, при этом сама ольпа датируется первой половиной V века до нашей эры. Таким образом, с момента изготовления сосуда до момента закладки клада в Васте прошло не менее 200 лет. Аналогично, мирмекийская ольпа могла быть изготовлена существенно раньше момента сокрытия клада во второй четверти IV века до нашей эры (промежуток может составлять от нескольких десятилетий до 100 лет). Возможно, это связано с тем, что долгое время перед закладкой кладов такие ольпы использовались в храмовой утвари. Кроме самого места находки, это ещё один аргумент в пользу того, что монеты, спрятанные в святилище Деметры в Мирмекии, являлись храмовым сокровищем.
За время нахождения в земле бронза кувшина потрескалась, стенки расслоились, фактически, он распался на части, так как был сдавлен камнями (всего было собрано 23 фрагмента). Атташ оказался сильно подвержен коррозии (что объясняет первоначальную ошибочную интерпретацию его рельефа как изображения Медузы Горгоны). Тем не менее, благодаря работе керченских реставраторов, форма кувшинчика была полностью восстановлена. Плохая сохранность львиного рельефа в нижней части ручки, когда угадываются лишь очертания, а детали изображения восстановить невозможно, препятствует более точной датировке ольпы и установлению региона её изготовления.

### Монеты
Несмотря на довольно незначительные размеры сосуда, в нём находилось 99 монет. Все они представляют собой статеры весом около 16 г (то есть, двойные золотые статеры), отчеканенные, таким образом, в рамках фокейской весовой системы (по имени города Фокея), одной из старейших в Древней Греции. Металл, из которого отчеканены монеты — электр (электрум, также иногда применяется не совсем точный термин «белое золото»), искусственный сплав золота и серебра с более или менее чётко установленной долей золота. В статерах из Мирмекийского клада содержание золота первоначально было оценено на уровне в 53—55 %. От длительного нахождения в земле монеты практически не пострадали, лишь на некоторые из них попали зелёные пятна от окислившейся бронзы кувшина, которые были легко удалены. Монеты разное время находились в употреблении, часть из них — практически новые, другие сильно потёрты от долгого использования.
Все монеты из клада — так называемые кизикины, то есть, монеты, выпущенные в оборот в греческом городе Кизик, в исторической области Мизия в Малой Азии, на южном берегу Мраморного моря. В то время как свободные полисы европейской Греции чеканили монету из серебра, а монополией на чеканку золотой монеты (дариков) обладала Персия, греческие города Малой Азии имели возможность использовать для производства металлических денег смешанный с серебром золотой песок малоазийских рек. Первые монеты Кизика чеканились из сплава золота с серебром, в котором доля золота сильно колебалась, а также присутствовала небольшая примесь меди. С рубежа VI—V веков до нашей эры Кизик стал более строго контролировать процент золота и перешёл на чеканку из такого монетного металла как электр. Основным номиналом Кизика был статер.

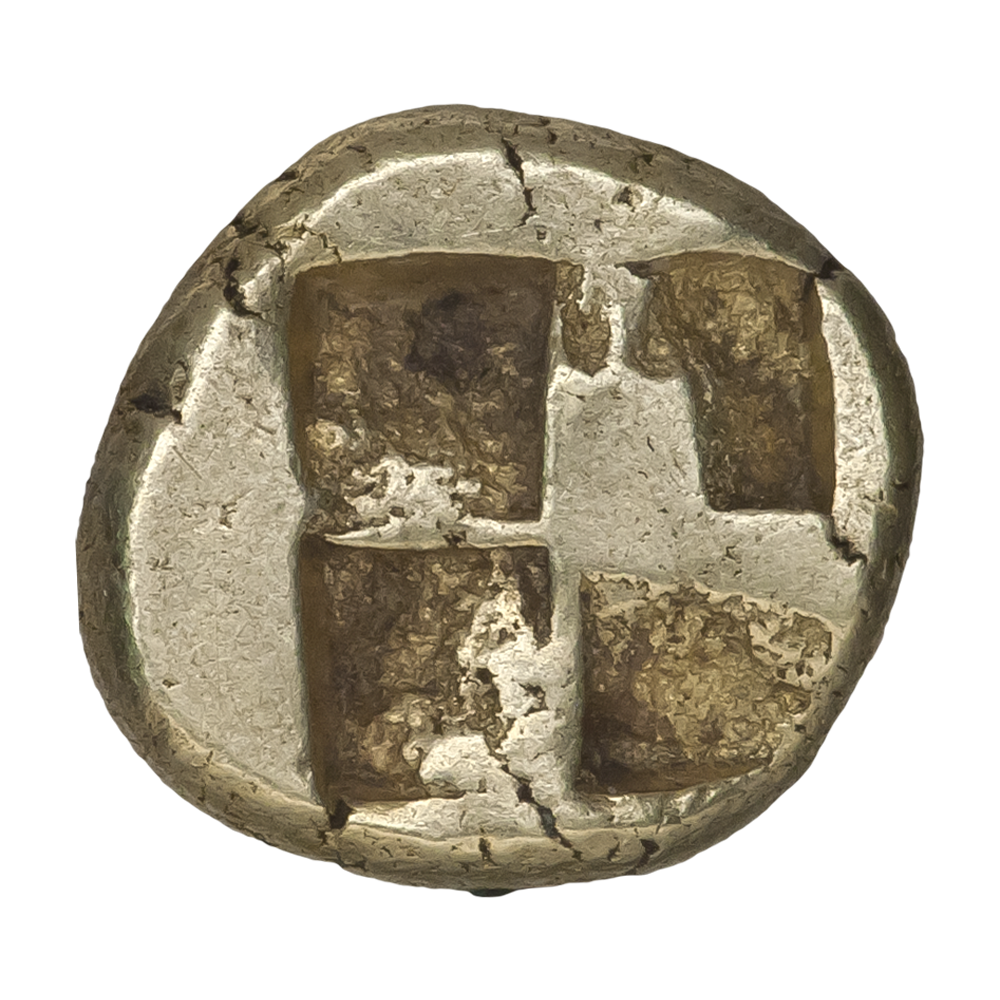
Четырёхчастный квадрат (quadratum incusum) на реверсе монеты из Кизика. Гекта (1/6 статера), 500—475 года до нашей эры

Кизикин выглядит как толстый уплощённый комок металла, на аверсе которого расположено выпуклое изображение, а на реверсе — вдавленный квадрат из четырёх лепестков. Подобный вид монеты связан с особенностями её изготовления. Металлическая заготовка из электра помещалась на плоскую поверхность с вдавленным рельефом лицевого изображения и «штамповалась» сверху четырёхугольным стержнем, который имел острые выступы для усиления давления на металл. Таким образом, на оборотной стороне монеты оставался квадрат с четырьмя лепестками, который впоследствии получил латинское название лат. quadratum incusum.

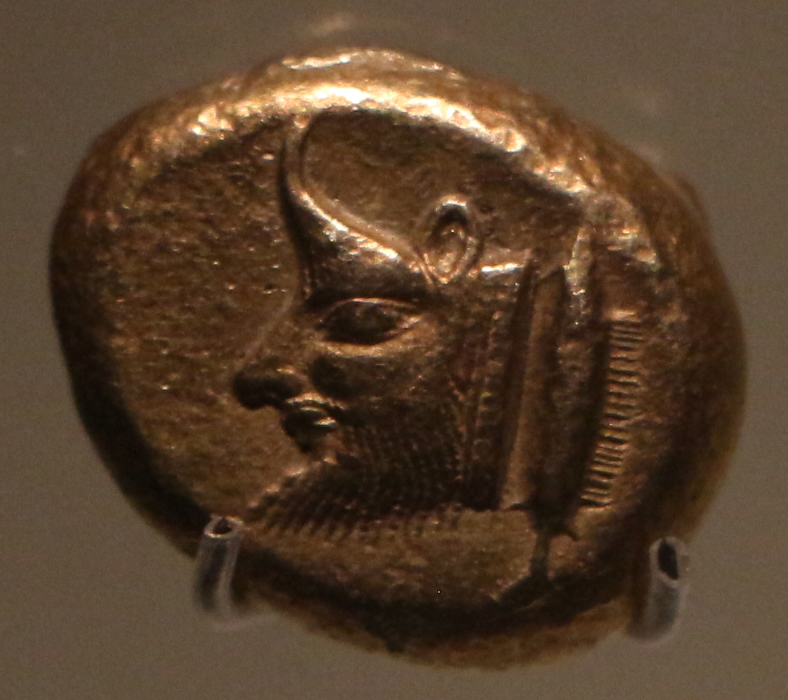
Изображённый вертикально тунец справа от основного рельефа на монете из Кизика. 575—500 года до нашей эры, Музей Галуста Гюльбенкяна, Лиссабон

Обязательной частью лицевого изображения на кизикинах являлся тунец. Эта рыба была символом Кизика, промысел тунца составлял основу экономики города вплоть до эпохи Римской империи. В остальном каких-либо обязательных требований к лицевому изображению кизикинов, по всей видимости, не было. Вместо одного или нескольких характерных символов, которые служили бы отличием для всех монет, происходящих из одного центра чеканки, монеты Кизика отличаются большим разнообразием рельефов на аверсе. Характерной чертой кизикинов, таким образом, служит лишь изображение тунца, однако оно всегда играет подчинённую роль в рельефе, помещённом на лицевую сторону монеты.
Известно более 250 вариантов изображений на аверсе кизикинов. Предположительно, многообразие связано с особенностями администрирования процесса выпуска денег в Кизике: каждый новый городской магистрат (орган управления или единоличный руководитель), отвечавший за выпуск денег и сменявшийся, вероятно, ежегодно, предлагал своё изображение для монет данного года выпуска (имел право предложить либо был обязан это сделать). В чеканке других городов и стран отличительные знаки магистратов на монетах обычно находились, напротив, в подчинённом положении относительно основного символа монеты. Таким образом, определённое изображение на аверсе кизикина может указывать на точный год чеканки, а общее число вариантов изображений — на временные рамки применения подобной практики или границы периода чеканки электровых кизикинов в принципе.

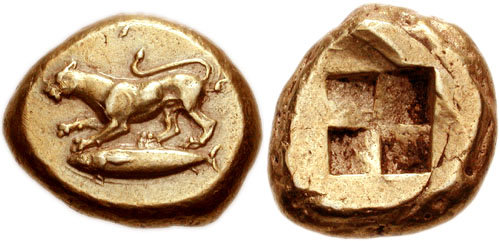
Тип 86 по Фритце: львица налево стоит, пригнувшись, на тунце влево и бьёт хвостом. В составе клада 1 монета такого типа

Для классификации кизикинов немецким учёным Гансом фон Фритце в 1912 году была предложена система, бравшая за основу этапы развития технологии чеканки, которые находят своё отражение на реверсе монет — в форме лучей внутри quadratum incusum, в наличии или отсутствии отметин на лепестках квадрата. Фритце выделил 223 типа кизикинов, которые разделялись им на 4 хронологические группы. Первая (I) группа приблизительно охватывала период от 600 до 550 года до нашей эры. Вторая (II), с подгруппами a, b и c — это 550—475 года. Впоследствии нижняя граница периода была отодвинута Фритце на 460 год, затем другими исследователями предлагались новые варианты нижнего предела — 450 либо 480 год, наконец, в 1955 году американской исследовательницей Агнес Болдуин Бретт было предложено разделить второй период чеканки на два — 550—500 года и 500—460 года. Третья (III) группа, с подгруппами a и b, занимает период с 460 (первоначально с 475) по 410 год (датировка 1955 года — 460—400 года). Четвёртая (IV) группа — с 410 по 330 год, когда чеканка монет из электра в Кизике прекращается (корректировка А. Болдуин Бретт — 400—330 года). За прошедшее с момента издания работы Г. фон Фритце время было описано ещё некоторое количество вновь открытых типов электровых кизикинов, отсутствующих в каталоге немецкого учёного, и общее число известных науке типов превысило 250.
Среди монет Мирмекийского клада присутствуют сразу 53 типа кизикинов (то есть, около 1/5 от общего числа типов). Большинство типов представлены одной, двумя или тремя монетами. Наибольшее число экземпляров в составе клада имеют следующие типы:
| Тип по Фритце | Группа | Описание | Число монет в кладе |
| ------------- | ------ | --- | ------------------- |
| 85            | IIb, c | Лев налево со вздыбленной гривой, открытой пастью, высунутым языком и приподнятой правой передней лапой, сидящий на тунце влево и бьющий хвостом | 4                   |
| 105           | IIb, c | Профиль юноши налево с блестящими волосами, закреплёнными на затылке, помещённый на диск, снизу тунец влево | 4                   |
| 110           | IIb, c | Обнажённый молодой человек налево верхом на плывущем дельфине влево, держащий в вытянутой правой руке тунца за хвост (спиной наружу), левая рука с расставленными пальцами опущена назад, снизу тунец влево                                                                     | 4                   |
| 136           | III    | Женская голова (предположительно, нимфы) направо, укрытая на макушке покрывалом с меандром и зигзагообразным узором, с локоном на виске и круглой серьгой, снизу тунец вправо                                                                                                   | 5                   |
| 167           | III    | Обнажённый безбородый мужчина, предположительно — Геракл, обращённый направо, c пилосом на голове (на вершине шлема — кольцо), стоящий на правом колене на тунце вправо, с булавой вниз в опущенной правой руке сзади и шкурой животного в качестве щита в вытянутой левой руке | 7                   |

Из 53 типов, представленных в составе клада, 3 типа кизикинов отсутствуют в каталоге Г. фон Фритце. Первый из них имеет изображение сфинкса, обращённого влево, с вытянутыми вертикально передними лапами, внизу тунец. Второй тип имеет изображение обращённого также влево плывущего Тритона, с вытянутыми вперёд руками и с тунцом в правой руке, под ним тунец влево. Существует похожий по композиции тип с плывущей Сциллой. Кроме статера из Мирмекийского клада, известно лишь два экземпляра такого кизикина с Тритоном. Один происходил из раскопок в Пичвнари (Аджария) и находился в археологическом музее Батуми, другой был найден в Болгарии. Эти два типа уже были описаны в научной литературе к моменту находки клада в Мирмекии, в исследовании, охватывающем типы монет, неучтённые Фритце.
Ещё один кизикин, найденный в святилище Деметры, был открыт и описан впервые — до обнаружения клада в Керчи такой тип электровых статеров Кизика исследователям не встречался. На аверсе этой монеты изображён воин в аттическом шлеме с гребнем и в хитоне, который сидит прямо, опустившись на правое колено, опершись на правую руку, выставив левую ногу вправо и повернув голову в ту же сторону, с луком в левой руке, внизу тунец вправо. Возможно, это герой Троянской войны Пандар. В соответствии с теми классифицирующими признаками (особенностями поверхности реверса), которые предложил Фритце, данный тип первоначально был отнесён к III группе, однако было отмечено, что лицевое изображение имеет аналогии с одной из монет IV группы. Было высказано предположение, что этот статер относится к самому позднему времени в хронологических рамках, определённых для кизикинов III группы по классификации Г. фон Фритце. В последующих публикациях этот экземпляр уже датировался 400—380 годами до нашей эры и включался, таким образом, в IV группу.
По группам в рамках классификации Фритце 99 монет Мирмекийского клада первоначально были распределены следующим образом: к группе IIa отнесены 11 монет, к группе IIb, c — 43 монеты, к группе III — 44 либо 45 монет (45 — вместе с одной монетой, открытой впервые и отсутствующей в каталогах, но по типу реверса относимой тоже к III группе, то есть — вместе с кизикином, изображающим сидящего лучника). С учётом уточнённой более поздними исследованиями хронологии чеканки кизикинов соответствующих групп видно, что все монеты клада попали по времени своего происхождения в промежуток между 500 и 400 годами до нашей эры.

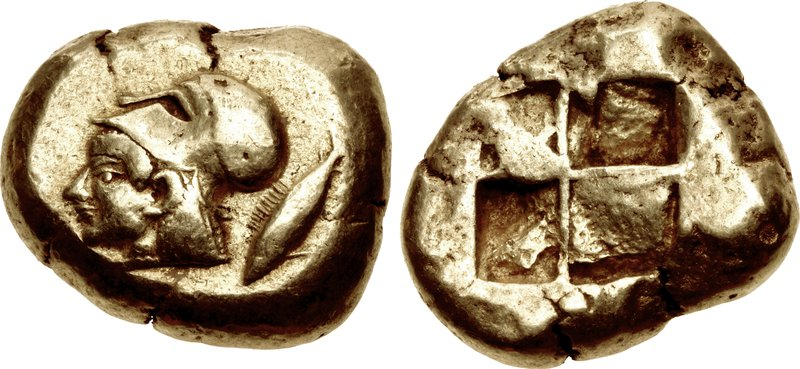
Тип 64 по Фритце: голова Афины в коринфском шлеме влево. Самый ранний по времени чеканки тип кизикина в составе Мирмекийского клада, один из самых ранних типов, представленных в находках на территории Боспорского царства

Впоследствии датировка монет из клада была уточнена. Большинство монет II группы по Фритце было датировано в пределах от 500 до 460 года до нашей эры, при этом лишь в двух случаях допускалась возможность чуть более ранней чеканки. Это вышеупомянутый экземпляр с плывущим Тритоном (с датировкой 510—490 года до нашей эры) и статер с изображением крылатой Ники, который предположительно был отчеканен около 500 года до нашей эры или даже строго не позднее этой даты. Определённо самой старой монетой клада, выпущенной в 550—500 годах до нашей эры, является кизикин с изображением головы Афины в коринфском шлеме, обращённой влево, с показанными пунктиром волосами, справа тунец по диагонали головой вниз. Монета подобного типа также была обнаружена в составе Патрейского клада 1998 года и вообще является одним из самых ранних по времени чеканки кизикинов, найденных на Боспоре Киммерийском.
Что касается нижней границы чеканки кизикинов из Мирмекия, то с самого начала исследования археологического материала клада предполагалось, что по крайней мере некоторые монеты могли быть отчеканены несколько позже V века до нашей эры. Во-первых, в одной из более ранних попыток классификации кизикинов, предпринятой У. У. Ротом ещё до Г. фон Фритце, в 1892 году, на базе коллекции монет Британского музея, тип с изображением на лицевой стороне Гелиоса между лошадьми, который оказался представлен и в собрании монет Мирмекийского клада, был отнесён автором к первой половине IV века до нашей эры (сейчас датируется 460—400 годами до нашей эры). Во-вторых, сам факт того, что клад монет, выпущенных в оборот не позднее рубежа V—IV веков до нашей эры, был заложен не ранее второй четверти IV века, говорит о том, что, возможно, необходим пересмотр хронологии чеканки кизикинов — некоторые типы монет, традиционно рассматриваемые в пределах V века, вероятно, следует отнести уже к началу IV века, поскольку разрыв в 30-40 лет между периодом чеканки монет и моментом их превращения в тайный клад трудно объясним. На сегодня как минимум одна монета из Мирмекийского клада — тот самый уникальный статер с сидящим лучником — уверенно относится к первым десятилетиям IV века до нашей эры.
Таким образом, в литературе было принято деление монет Мирмекийского клада на 4 хронологические группы (совмещённая классификация Фритце и А. Болдуин Бретт): I группа (600—500 года до нашей эры) — 1 экземпляр (голова Афины); II группа (500—460 года до нашей эры) — 52 экземпляра 28 типов; III группа (460—400 года до нашей эры) — 45 экземпляров 23 типов; IV группа (400—330 года до нашей эры) — 1 экземпляр (сидящий лучник). По содержанию золота кизикины из состава клада распределяются следующим образом: 500 проба — 2 монеты, 550 проба — 61 монета, 570 проба — 21 монета, 583 проба — 15 монет.

#### Изображения на монетах
Изображения, помещённые на аверс кизикинов, могут трактоваться как личные эмблемы городских магистратов, ответственных за выпуск монеты, или связываться с конкретными политическими и торгово-экономическими событиями в самом Кизике, нежели чем обуславливаться его отношениями с другими экономическими центрами древнего мира. В таком случае сложно, из-за недостатка информации, искать обоснование выбору того или иного сюжета для монеты. Существует и другая точка зрения, говорящая о достаточно сильном внешнем влиянии на изменения в типологии кизикинов. Речь идёт о внешнеполитических связях Кизика, в том числе о поочерёдном подчинении города тем или иным крупным региональным державам в разные периоды его истории, экономических связях с другими центрами торговли, влиянии на греческую религию и мифологию, обильно представленную на кизикских статерах, местных малоазийских культов и других восточных культур — персидской, финикийской, ассирийской.
На монетах из Мирмекийского клада в большом количестве изображены греческие боги. Прежде всего, это Аполлон (на нескольких статерах из клада присутствует его голова), от одного из многочисленных сыновей которого происходит Кизик — мифологический основатель одноимённого города, чеканившего кизикины. С культом Аполлона связаны и изображения на монетах некоторых животных и мифологических существ, например — тип статера с двумя дельфинами и тунцом между ними (аналогии этого сюжета прослеживаются на монетах античного города Барка в Киренаике и на бронзовых литрах из Сиракуз). К культу Аполлона частично восходят изображения такого существа как грифон. Это один из самых популярных мотивов в чеканке кизикинов, присутствовавший также на монетах Теоса и Абдер.
В то же время, грифон — также и дионисийский символ. Кроме головы самого Диониса, на монетах из клада широко представлены мотивы, совершенно точно или предположительно связываемые с культом Диониса. Это спутник Диониса Силен, сфинкс (традиция изображения которого могла быть заимствована Кизиком из Хиоса либо из Ликии). Вероятно, к культу Диониса имеют отношение изображения козла, а также идущего быка. По некоторым сведениям, в Кизике имелась статуя Диониса в виде быка.

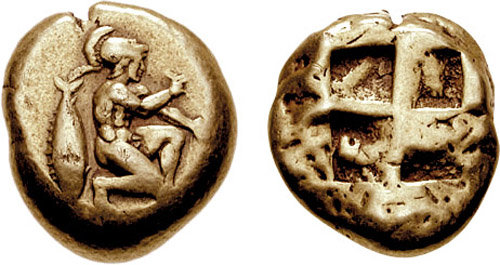
Тип 117 по Фритце: обнажённый воин (предположительно, Ясон) в коринфском шлеме с гребнем, стоящий на правом колене и обращённый вправо, со стрелой в руках, на левом запястье висит лук, слева тунец головой вниз. В составе клада 1 монета этого типа

К числу условно «местных» мифологических сюжетов, представленных на кизикинах, также относится комплекс изображений, связанных с циклом мифов об аргонавтах, которые во время своего похода в Колхиду посетили Кизик. Изображение юноши-воина на нескольких статерах ассоциируется с одним из аргонавтов. Широко представлены в составе клада монеты с Гераклом, одним из участников похода. В свою очередь, с мифами о Геракле связано изображение Цербера. Статуя мальчика на одном из кизикинов может изображать юного Геракла. Рельеф с воином, пробующим стрелу, рассматривается как отсылка к Ясону (также есть точка зрения, что рельефы на монетах из клада, изображающие лучника в той или иной позе, могут быть посвящением Парису). Баран на монетах увязывается с мифом о Фриксе, Гелле и золотом руне, хотя также он может быть частью аполлоновского культа.

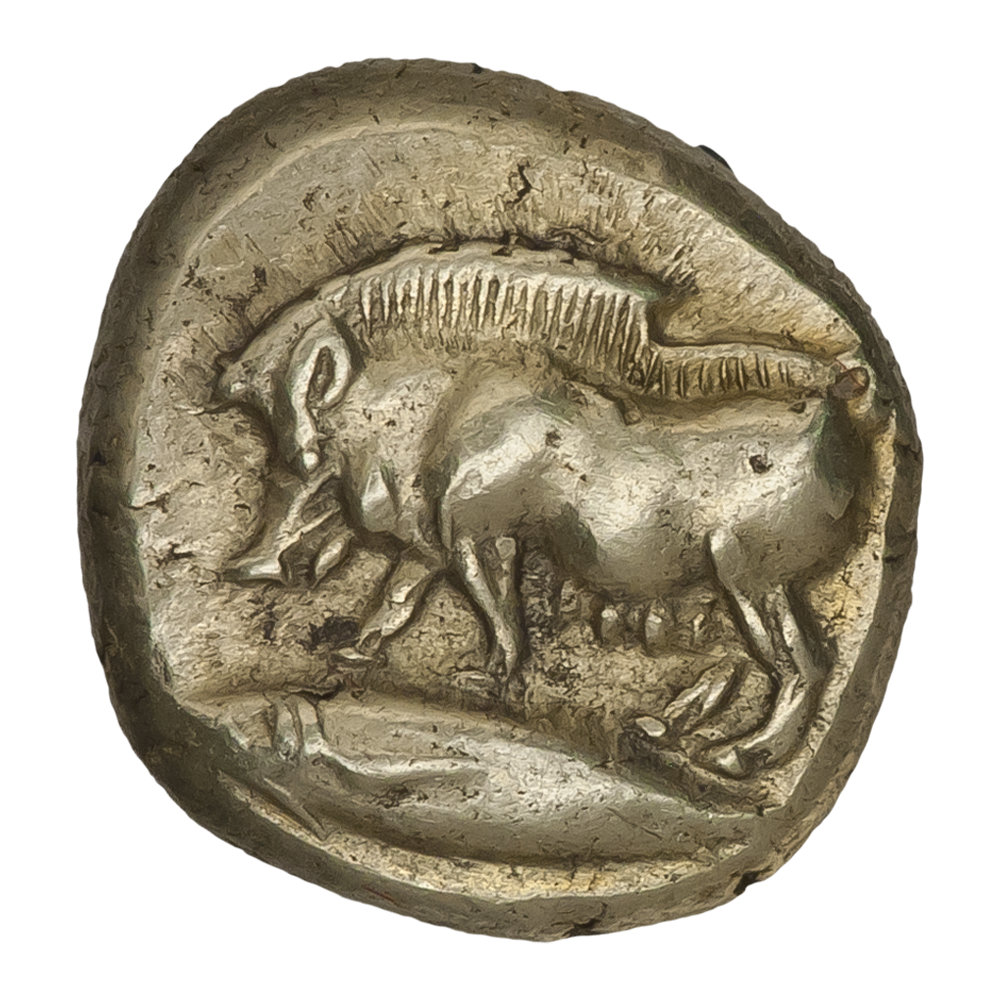
Тип 90 по Фритце: кабан на тунце сверху, идущий влево. Гекта, в составе клада 3 статера с таким изображением

Восточное влияние прослеживается прежде всего в изображениях животных и мифологических существ. Львиные мотивы (лев, львица, львиный скальп) — одни из наиболее популярных на кизикинах, наряду с грифоном — возникли в чеканке Кизика под воздействием азиатских культов, поскольку лев как солнечный символ ассоциируется с восточными божествами дня и света, а также с Афродитой-Астартой и обладавшей похожими атрибутами Кибелой. При этом тип кизикинов с львиным скальпом, возможно, восходит к монетам Самоса либо сицилийской колонии Занкла под владычеством Самоса. Изображение кабана могло быть скопировано с серебряных монет одного из династов Ликии или с ранних статеров, отчеканенных в одном из экономических центров финикийского мира. Сюжет с крылатой Никой по своей композиции отсылает к другому типу кизикинов, на которых присутствует чудовище с мужским телом, крыльями, львиной головой и хвостом, с тунцом в руке. Это чудовище, позу которого копирует Ника (включая тунца в правой руке), по мнению исследователей, явно имеет восточное, вероятно — персидское, происхождение, его появление на монетах обусловлено экономическими связями с Финикией, где, как и в Ассирии, такой изобразительный мотив был весьма распространён. По утверждению Ф. Имгоф-Блумера, это существо — Фобос (согласно описанию щита Агамемнона Павсанием).

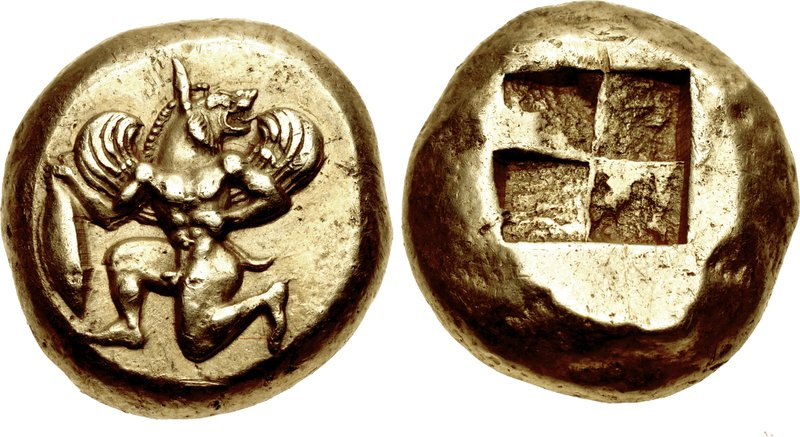
Тип 123 по Фритце: предположительно, Фобос. В составе Мирмекийского клада такой тип отсутствует, однако позу и композицию данного рельефа копирует богиня Ника на одной из монет клада (тип 121)

Целый ряд сюжетов, присутствующих на кизикинах из Мирмекийского клада, был, вероятно, заимствован из чеканки других греческих городов. Например, моделью для самой древней монеты клада, с головой Афины в коринфском шлеме, как и для статера с Пегасом, мог послужить соответствующий рельеф на коринфских монетах. Кроме Пегаса, с коринфской чеканки на кизикины могло попасть изображение мифического существа Химеры, тоже связанного, как и крылатый конь Пегас, с мифом о Беллерофонте. Не исключено, однако, что Пегас был скопирован с монет города Ферма, являвшегося предшественником Фессалоник. Химера также присутствовала на металлических деньгах Сикиона и Зелии, города в соседней с Кизиком Троаде, у подножья горы Ида.
Появление на кизикских статерах бога Гелиоса, возможно, связано с его почитанием в той же Зелии, наличие у него лучевой короны имеет аналогии на монетах с Родоса. Полуфигура богини Геи и голова Зевса-Аммона находят параллели на так называемых лампсакинах, то есть, статерах, отчеканенных в Лампсаке, городе в Мизии, недалеко от Кизика. Изображения Зевса-Аммона также зафиксированы на монетах упоминавшейся выше колонии Барка в Киренаике. По мнению М. Г. Абрамзона и О. А. Иваниной, именно чеканка Барки послужила источником для рельефа с Зевсом-Аммоном на кизикинах, так как аналогичные типы лампсакинов относятся к более позднему времени, и Лампсак часто сам заимствовал сюжеты с электровых и золотых денег Кизика.
Примерами для некоторых изображений на монетах из Мирмекийского клада послужили соответствующие изображения на монетах городов Великой Греции и Сицилии. Рельеф на аверсе 4 статеров из состава клада, изображающий обнажённого мужчину верхом на дельфине, вероятно, отсылает к легендарному основателю современного Таранто в южной Италии — Фаланфу, либо сыну Посейдона Таренту (Тарасу), с чьим именем связывают происхождение названия города. Герой, сидящий на дельфине, присутствовал на монетах древнегреческой колонии Тарент (и присутствует на современном гербе Таранто). Кроме Тараса и самого Посейдона с дельфином, в составе клада есть две монеты с другим морским божеством — Тритоном, ещё одним сыном Посейдона. Оба экземпляра с Тритоном относятся к числу крайне редких типов кизикинов (включая упомянутый выше тип, отсутствовавший в каталоге Г. фон Фритце).
Тип кизикинов с головой нимфы вправо также является одним из наиболее распространённых среди монет клада, он восходит к сиракузским тетрадрахмам, чеканившимся приблизительно в те же годы, что и этот тип статеров в Кизике (женские головы на разных экземплярах из Мирмекийского клада трактуют и как профили Геры или Афродиты). Бодающий бык взят с монет города Фурии, преемника разрушенного Сибариса. Протома (погрудное изображение, такой вариант применяется на многих кизикинах из клада) быка с мужской головой копирует реверс серебряных монет сицилийского города Гела. Ранее встречались интерпретации этого рельефа как изображения речного божества, возможно — бога реки Эсеп (Эзип) в Мизии (на Эсепе стояла Зелия), либо как речного бога Ахелоя.

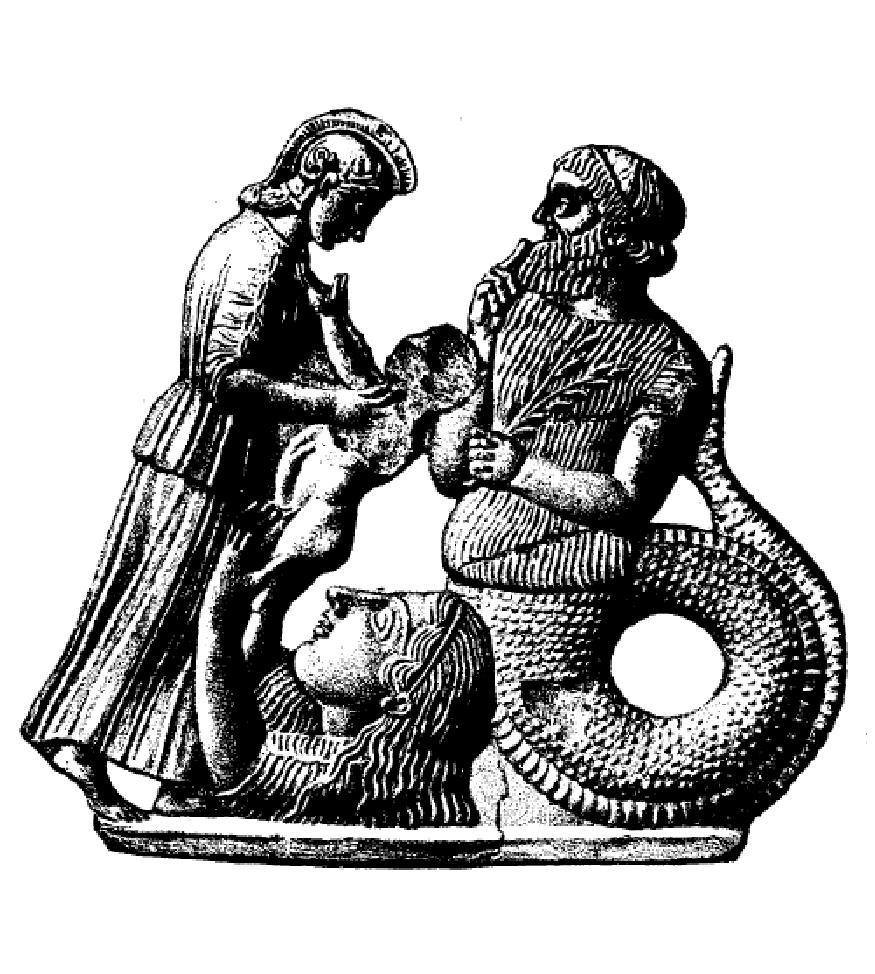
Гея, Эрихтоний, Афина и Кекроп. 460 год до нашей эры, берлинское Античное собрание (по энциклопедии). Ветвь в руке у Кекропа и «отдающий» младенца жест Геи имеют параллели на статерах из Мирмекийского клада

Отдельный комплекс сюжетов, безусловно, связан с Афинами, поскольку Кизик в V веке до нашей эры перешёл из-под владычества персов под гегемонию этого города (в рамках Делосского союза), сохранив при этом свою собственную чеканку. Таким образом, на кизикинах появились персонажи мифов из Аттики. В составе Мирмекийского клада имеются монеты с Кекропом, легендарным первым царём этой области, держащим в руке оливковую ветвь (что является отсылкой к мифу о споре Посейдона и Афины за Аттику, в котором Кекроп, будучи судьёй, отдал первенство Афине, впервые посадившей здесь оливковое дерево и заслужившей, таким образом, право стать покровительницей региона); элевсинским героем Триптолемом в колеснице, запряжённой крылатыми змеями, с пшеничными колосьями в руке (по мифу, это дары Триптолему от Деметры, указывающие на его роль в обучении людей хлебопашеству); богиней Геей, держащей младенца Эрихтония, будущего царя Афин, воспитанного дочерьми Кекропа.
В научной литературе существует мнение, что на кизикинах из Мирмекийского клада воспроизводятся образцы аттической скульптуры. В частности, источником изображений Кекропа и Геи с Эрихтонием могла быть мраморная скульптурная группа. Свидетельством в пользу того, что такая скульптура существовала и служила образцом для других произведений изобразительного искусства, является терракотовый рельеф, изображающий Гею, отдающую младенца Эрихтония Афине, и Кекропа с оливковой ветвью, который хранился в Берлине. Рельеф атлета в военном снаряжении, участвующего, предположительно, в гоплитодроме, по одной из версий, воспроизводил установленную на Афинском Акрополе статую атлета Эпихарина работы Крития. Голова эфеба на диске (один из самых распространённых в рамках клада типов) аналогична рельефу архаического периода, находящемуся в Национальном музее в Афинах.
Тип статера с изображением полуфигуры Афины (в составе Мирмекийского клада — один экземпляр), по мнению А. Болдуин Бретт, относится к категории коммеморативных монет, будучи выпущен в ознаменование победы в битве при Кизике в 410 году до нашей эры, когда в ходе Пелопоннесской войны афинский флот разгромил морские силы Пелопоннесского союза и его персидских союзников, восстановив могущество Афин на Геллеспонте в целом и в том числе в городе Кизик, который в ходе предшествующих боевых действий переходил из рук в руки.

## Исторический контекст

### Кизикины в Причерноморье
Сама находка такого крупного клада кизикинов, отчеканенных на берегах Пропонтиды, в Северном Причерноморье, вкупе с тем фактом, что в обнаруженном собрании монет в принципе отсутствуют монеты из других центров чеканки, демонстрирует значение денег Кизика в регионе Чёрного моря в V веке до нашей эры. С начала V века монеты Кизика, ранее обычно не выходившие за пределы бассейна Эгейского моря, начинают приобретать большое значение в денежном обращении Ионии и городов на побережье Понта Эвксинского. Фактически, на протяжении всего века кизикины являлись основным, если не единственным, видом золотосодержащей монеты Причерноморья, главной денежной единицей региона среди прочих древнегреческих и, шире, античных монет того времени. В IV веке до нашей эры важнейшую роль в денежном обращении Боспорского царства играли только два вида иностранной монеты — кизикины и золотые статеры Македонии. Появление отдельных кизикинов на Боспоре, вероятно, имело место ещё в VI веке, однако регулярный их приток в Северное Причерноморье относится именно к V—IV векам.
Электровые монеты Кизика здесь заменяли золотые персидские дарики, и персидские сатрапы не препятствовали их чеканке. В период нахождения Кизика в составе Первого Афинского морского союза под гегемонией Афин выпуск кизикинов продолжался, причём, по всей видимости, скорее в виде исключения, так как в целом для Афин того периода была характерна стратегия продвижения собственной серебряной тетрадрахмы (Делосский морской союз, таким образом, был и монетным союзом, где господствовала афинская тетрадрахма). Поэтому в научной литературе даже высказывалось предположение, что продолжение чеканки из электра в Кизике стало возможным благодаря установлению прямого контроля со стороны афинян над кизикским монетным двором, когда он превратился, фактически, во второй монетный двор Афинской державы.

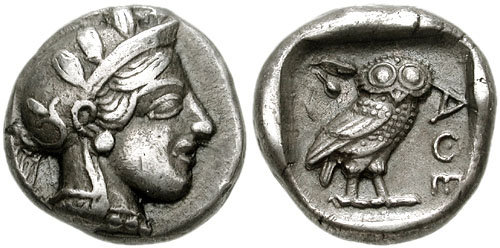
Серебряная аттическая драхма, 449—420 года до нашей эры

Распад морского союза и поражение Афин в Пелопоннесской войне в целом не поколебали роли кизикинов в черноморском регионе. В третьей четверти IV века до нашей эры в Северном Причерноморье за один кизикин давали 28 аттических драхм. Примечательно, что за сотню лет до этого, в середине V века, в самой Аттике курс кизикина составлял 27 серебряных аттических драхм и при этом почти соответствовал стоимости металла, будучи лишь немного завышенным. Вместе с тем, в первой половине IV века до нашей эры в разных местах греческой ойкумены начинается чеканка золотой монеты (Афины, города северного побережья Эгейского моря, Абидос, Родос, Лампсак, даже Боспор), что закладывает экономические предпосылки для постепенного падения роли кизикинов.

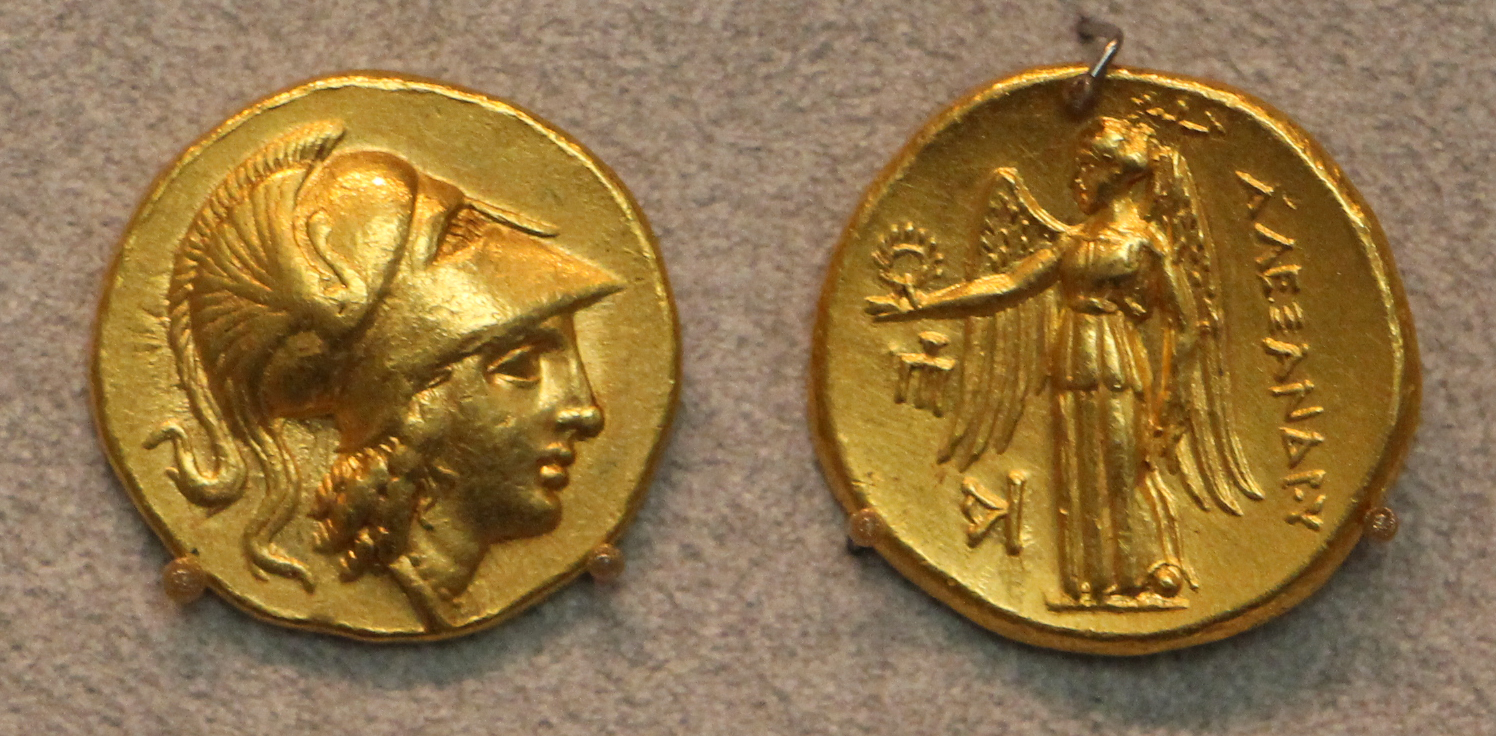
Золотой статер Александра Македонского, 330—316 года до нашей эры, Старый музей, Берлин

Считается, что чеканка электровых монет в Кизике прекращается после похода Александра Македонского в Персию, когда из завоёванной им азиатской империи в Грецию хлынул поток золота, позволивший греческим городам наладить выпуск золотой монеты. Главное обстоятельство, обусловившее упадок чеканки кизикинов — конкуренция со стороны золотых статеров, выпускаемых собственно Александром и, ранее, его отцом Филиппом II (так называемых филиппусов). При этом золото из Персии, в виде дариков, в значительном количестве стало проникать в Грецию ещё во время Пелопоннесской войны. Тем не менее, высокий курс кизикинов в Северном Причерноморье в третьей четверти IV века до нашей эры, соответствующий реальной стоимости этих монет за столетие до этого, свидетельствует о том, что здесь их роль в качестве основной денежной единицы сохранялась. Более того, вероятно, большинство кизикинов в тот период обращалось именно в черноморском регионе, поскольку это было выгодно с точки зрения разницы курсов — в Аттике в то же время, уже в эпоху Александра Македонского, один кизикский статер приравнивался к 21 драхме и 4 оболам, то есть, имел более низкий курс.

### Войны Боспорского царства

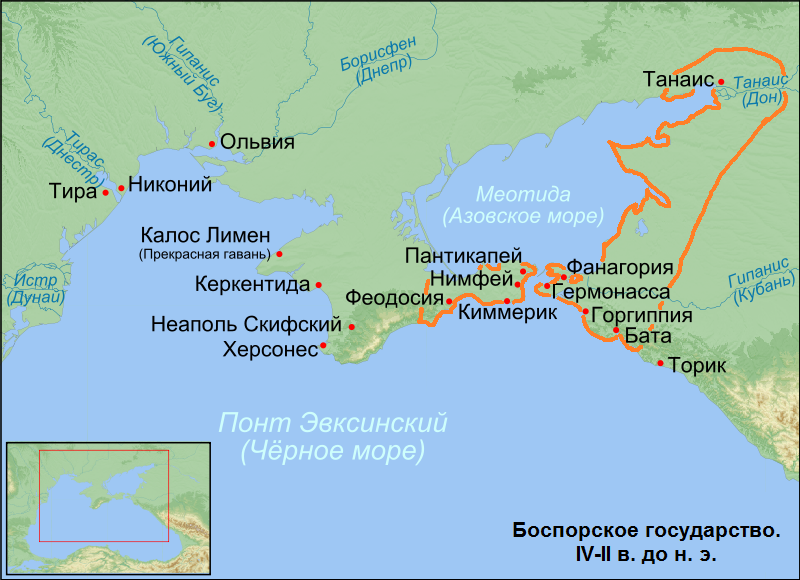
Территория Боспорского царства к концу IV века до нашей эры по итогам завоеваний царей Сатира, Левкона и Перисада

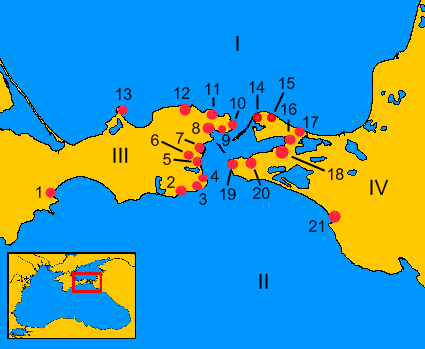
Район Боспора Киммерийского, историческое ядро Боспорского государства. 1 — Феодосия, 2 — Киммерик, 3 — Китей, 5 — Нимфей, 8 — Пантикапей (европейская столица Боспора), 9 — Мирмекий, 11 — Порфмий

В IV веке до нашей эры, когда был заложен Мирмекийский клад, Мирмекий уже находился в составе Боспорского царства. На этот период приходится активная экспансия Боспора в регионе, развёрнутая при первых правителях царства из династии Спартокидов. В частности, Сатир I вёл войну за присоединение Феодосии, в ходе которой он умер в 389 году до нашей эры.
Первой половиной IV века до нашей эры на городищах европейской (крымской) части Боспорского царства датируются признаки военно-политической нестабильности. Это и активизация фортификационного строительства, и следы пожаров и разрушений, в некоторых случаях поселения были заброшены либо наблюдался перенос центра городской жизни на новое место. Данная картина актуальна для Киммерика, Китея, Нимфея и Порфмия. Следы разрушений, по-видимому, следует датировать периодом с 370 по 350 год до нашей эры.
Левкон I, сын Сатира, правивший в 389—349 годах до нашей эры, продолжал войну за обладание Феодосией, на стороне последней выступала Гераклея Понтийская, греческая колония на южном берегу Чёрного моря. В качестве даты присоединения Феодосии к Боспору часто называют 380 год до нашей эры, однако есть сведения, что Гераклея могла принимать активное участие в военных действиях примерно до 364 года (что согласуется с границами периода военной нестабильности, определёнными на археологическом материале боспорских городов). Важнейшую роль в войне гераклейцев с Левконом играл флот Гераклеи, причём боспорский морской флот, по некоторым свидетельствам, не слишком успешно отражал атаки врага. Полиэн в VI книге своих «Стратагем» сообщает, что после одного из поражений был даже спланирован заговор, в соответствии с которым некоторые триерахи из состава флота Левкона собирались перебежать к противнику.
Благодаря тому же Полиэну известно, что гераклейские корабли во время войны высаживали десанты по всему побережью Боспора. Примечательно, что время закладки Мирмекийского клада — вероятно, вторая четверть IV века до нашей эры (375—350 года) — достаточно близко к дате пожарищ, открытых в западной части городища, в районе, примыкавшем к гавани древнего Мирмекия, непосредственно на мысе Карантинный. Правда, в восточной части города, в том числе в окрестностях святилища Деметры, никаких следов разрушений во второй четверти IV века не прослеживается. Таким образом, даже если вражеское нападение на Мирмекий имело место (например, со стороны флота Гераклеи Понтийской), оно было кратковременным и сам город не затронуло, хотя вполне могло спровоцировать сокрытие Мирмекийского клада, который, в силу своего размера и в связи с местом закладки, мог представлять собой часть городской или храмовой казны. По каким-то причинам, несмотря на то, что Мирмекий уцелел, сокровище востребовано не было.

## Значение клада

### Археология кизикинов
Мирмекийский клад является крупнейшим кладом кизикинов на территории бывшего СССР и вторым по величине кладом в мире — исходя из того количества монет, которое точно документировано в составе кладов и было доступно для исследования. Самый крупный клад кизикинов был найден на Принцевых островах. Из 207 монет, доступных для изучения (клад был разграблен и частично утрачен), 160 являются кизикинами II—IV групп по Фритце. Данное собрание монет относится ко второй половине IV века до нашей эры. Оно было найдено в 1930 году и описано немецким исследователем К. Реглингом.
Ещё один большой клад кизикинов был обнаружен в Пирее. Он содержал 80 монет 18 типов II—IV групп. Он тоже датируется IV веком до нашей эры. В селе Орловка Ренийского района Одесской области в 1967 году был открыт крупнейший на тот момент клад кизикинов в Северном Причерноморье, содержавшийся в бронзовой ойнохое. Он также был разграблен, удалось получить для исследования только 71 статер (8 монет — II группы, 21 — III группы, 42 — IV группы). Клад в Орловке относится к 330-м годам до нашей эры, то есть, приблизительно к тому же периоду, что и клад с Принцевых островов. В Клазоменах было найдено 70 кизикских статеров 45 типов II—IV групп. Этот клад датируется V веком до нашей эры. Кизикины в составе кладов находили на территории Турции (Малая Азия, в частности — Троада, также Херсонес Фракийский и конкретно Элеунт), в Болгарии, Румынии, Финикии, на острове Хиос, в Олимпии, черноморской Ольвии (1966 год), даже в Египте, Вавилоне и Персии.
Таким образом, Мирмекийский клад превосходит все известные клады кизикинов Северного и Западного Причерноморья и региона Эгейского моря. При этом его характерной особенностью является отсутствие монет из других центров чеканки и хронологическая компактность представленного материала, так как, при большом разнообразии типов кизикинов, монеты поздней IV группы в составе клада почти отсутствуют. В Мирмекийском кладе на один тип приходится 1,86 монеты, что даёт уровень разнообразия существенно выше, чем для кладов из Пирея (4,4 монеты на один тип) и с Принцевых островов (2,66), и лишь немногим уступает уровню разнообразия в кладах из Орловки (1,61 монеты на один тип) и Клазомен (1,55).

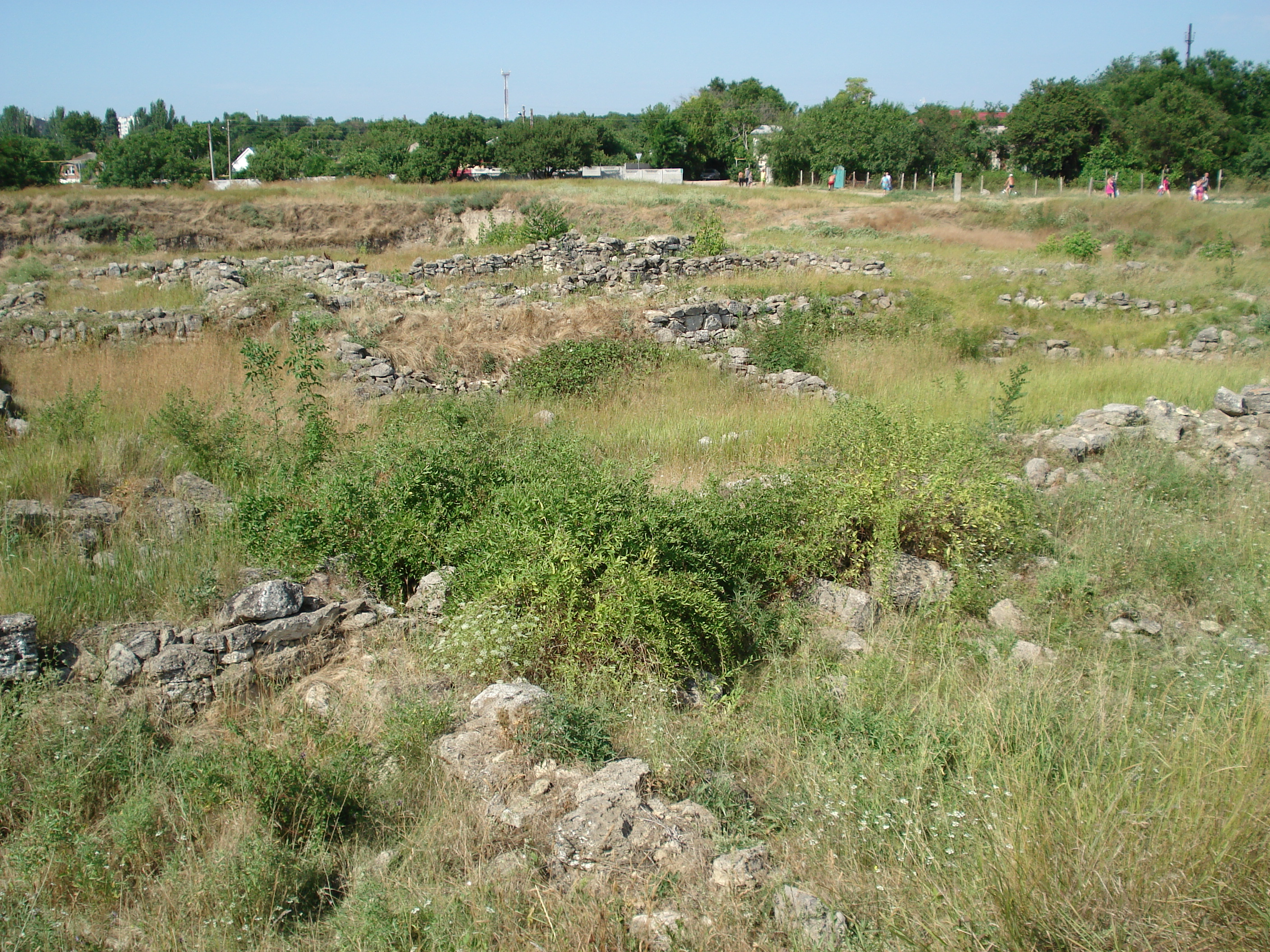
Мирмекий

На территории бывшего Боспорского царства регулярно случаются одиночные находки статеров из Кизика. Их находили в Кепах, Нимфее, Пантикапее, Патрее, Фанагории. Кроме того, кизикины находили в составе кладов, обнаруженных в Крыму и на Тамани. В 1835 году при строительстве Карантинной дороги в Керчи, проходившей вблизи от городища Мирмекий, был обнаружен кувшин, содержавший около 200 кизикинов и около 50 боспорских монет (так называемый Керченский клад). Семья рабочего, нашедшего клад, распродала его за бесценок по частям, затем бо́льшая часть монет была переплавлена. 4 монеты впоследствии были выкуплены А. Б. Ашиком для Керченского музея древностей. Этот клад относился ко второй-третьей четверти IV века до нашей эры, в нём присутствовали кизикины IV группы по Фритце.
В 1845 году в Гермонассе был найден так называемый Пуленцовский клад (назван по имени возглавлявшего раскопки есаула Пуленцова). Это была аттическая ваза с рисунками, заполненная золотыми монетами (около 70 экземпляров). Нашедшие клад поделили его втайне от руководителя поисков, большая часть монет оказалась утрачена. Пуленцову, а затем князю М. С. Воронцову удалось получить только 21 монету, в том числе 4 либо 5 кизикинов. Клад относился ко второй половине IV века до нашей эры, вероятнее всего — к 30-м или началу 20-х годов.
Также среди боспорских кладов кизикинов — клад IV века до нашей эры, найденный в 1840-х годах (не позднее 1854 года) в станице Тамань и включавший в том числе 3 кизикских статера V—IV веков; попавший в частные руки клад 1997 года из посёлка Волна Темрюкского района Краснодарского края, который содержал более 20 монет III и IV групп по Фритце и был заложен, по данным Государственного исторического музея, в 400—330 годах до нашей эры; небольшой клад с городища Патрей 1998 года, содержавший 4 монеты, в том числе 3 электровых гекты или гемигекты, 2 из которых относились к VI веку до нашей эры, что делает их одними из самых ранних кизикинов на Боспоре.
По мнению советского историка и археолога Д. Б. Шелова, большинство боспорских кладов с кизикинами было заложено в 30-х или начале 20-х годов IV века до нашей эры вследствие демонетизации кизикских статеров, связанной с насыщением рынка золотыми монетами Александра Великого. Клад из Мирмекия выбивается из этой тенденции, так как относится к другому периоду и вообще является наиболее ранним по времени закладки кладом кизикинов на территории Боспорского царства. Мирмекийский клад является не только самым крупным, но и единственным на момент находки крупным неразграбленным кладом кизикинов Боспорского царства, полностью попавшим в руки исследователей, причём с точной привязкой к конкретному месту обнаружения.

### Археология Мирмекия
Из числа монетных кладов, обнаруженных в Мирмекии и окрестностях, клад кизикинов 2003 года также входит в число самых крупных. Помимо находки на Карантинном шоссе в 1835 году, ряд кладов был вскрыт в XX и начале XXI века. Клад бронзовых монет 1934 года, найденный при строительных работах и спровоцировавший начало планомерных раскопок в Мирмекии, содержал не менее 87 монет, по крайней мере некоторые из них — из Пантикапея. Клад отнесён А. Н. Зографом ко второй половине III века до нашей эры. В 1958 году в восточной части городища было найдено 12 монет Синопы 40-х годов I века до нашей эры — одна из первых находок таких монет на территории Боспорского царства.

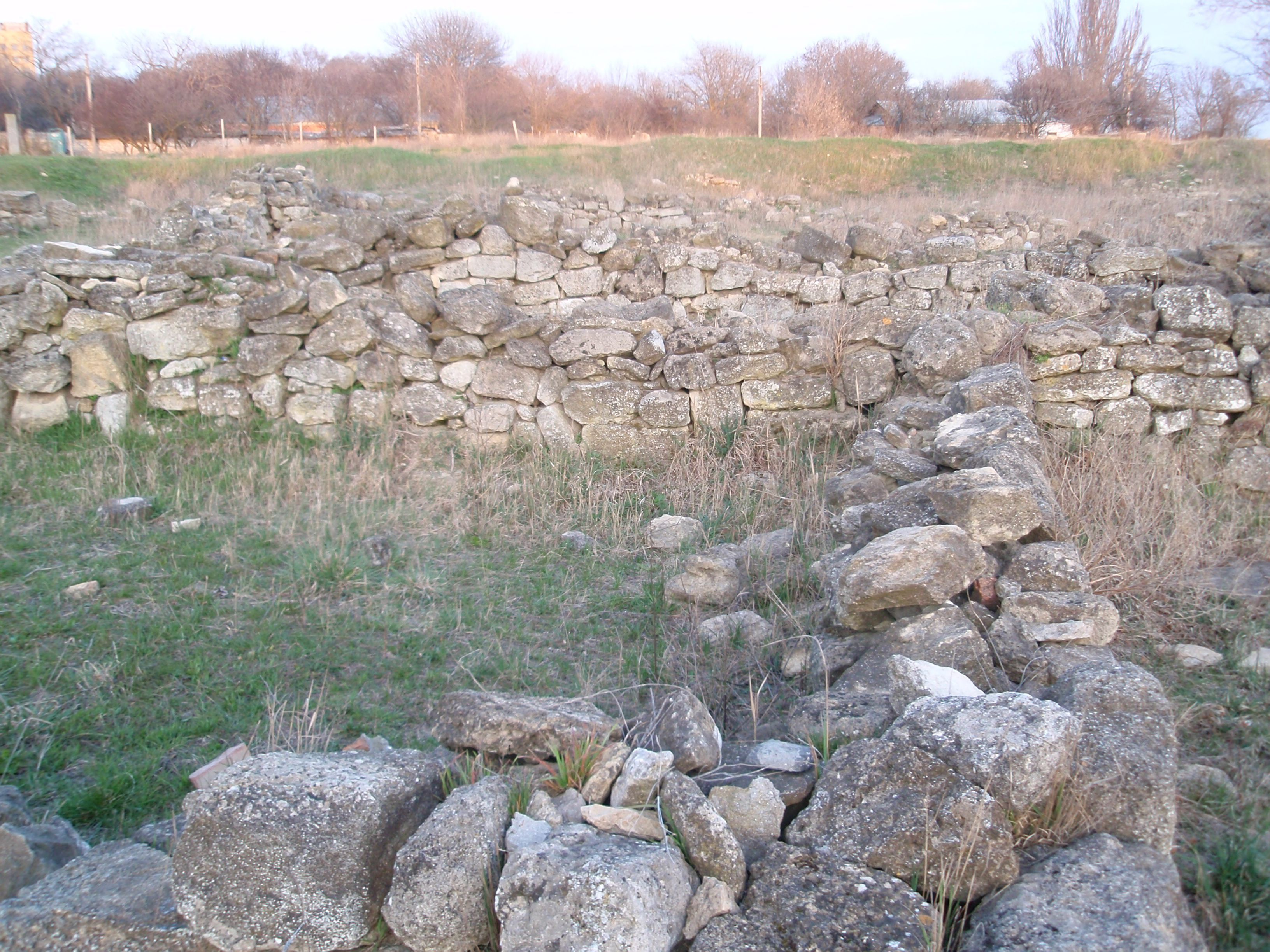
Мирмекий

В 1960 году в центральной части городища в глиняном горшочке было обнаружено 32 бронзовых монеты Пантикапея, спрятанных в начале III века до нашей эры. В 1988 году северо-западнее Мирмекия был вскрыт так называемый Керченский клад серебряных и биллоновых статеров Боспора 234—253 годов нашей эры, насчитывавший от 2 до 3,5 тысяч монет. Монеты клада при земляных работах были рассеяны на большой территории и преимущественно разошлись по частным рукам, в Керченский историко-археологический музей попала только 521 монета.
В 1998 году предположительно в окрестностях Мирмекия местным жителем был найден золотой статер 9—8 года до нашей эры с изображением Октавиана Августа на аверсе и Марка Випсания Агриппы на реверсе, на момент находки — третий известный науке экземпляр своего типа, который сам по себе может считаться кладом, в силу своей ценности. В 2002 году эрмитажная экспедиция А. М. Бутягина в юго-западной части городища обнаружила клад из 723 бронзовых монет Пантикапея одного типа, ориентировочно второй четверти III века до нашей эры.
Таким образом, большинство кладов Мирмекия и окрестностей относится к III веку до нашей эры и может быть связано с монетным кризисом этого периода, что характерно и для других поселений Боспорского царства и Северного Причерноморья в целом. Клад кизикинов IV века до нашей эры по своей величине и ценности выбивается из этой картины, свидетельствуя в пользу высокого уровня развития экономики малых городов Боспора на ранних этапах их истории.

## Музейная судьба клада
Сразу же после находки монеты клада были пересчитаны, описаны, сфотографированы (усилиями археологов Н. Ю. и Н. В. Новосёловых, реставратора Эрмитажа Н. А. Большаковой и других участников Мирмекийской археологической экспедиции) и затем переданы в Керченский государственный историко-культурный заповедник (КИКЗ). Были задокументированы и переданы в заповедник в том числе и 4 монеты, найденные позже. Сильно повреждённая бронзовая ольпа, в которой находился клад, стараниями керченских реставраторов была полностью восстановлена.
С 7 декабря 2004 года по 20 марта 2005 года в Государственном Эрмитаже прошла выставка, подготовленная совместно со специалистами КИКЗ, которая была посвящена находке Мирмекийского клада эрмитажными археологами и на которой клад был показан широкой общественности. Также на ней экспонировались монеты и памятники глиптики из коллекции Эрмитажа. В апреле-мае 2006 года в зале Ротонда Зимнего дворца Мирмекийский клад был выставлен вновь. Кроме того, на выставке были представлены изделия из бронзы и кости, керамика и скульптура с городища Мирмекий, находящиеся в собрании Государственного Эрмитажа. C октября 2015 по январь 2016 года 15 статеров из Мирмекийского клада вместе с кувшином, в котором они были найдены, были представлены на выставке «На земле грифона. Античная археология Эрмитажа в Крыму», организованной, как и в 2006 году, под кураторством А. М. Бутягина и посвящённой предметам из фондов Восточно-Крымского историко-культурного музея-заповедника, найденным в ходе археологических экспедиций Эрмитажа (Нимфей, Мирмекий, Акра и другие древние города).

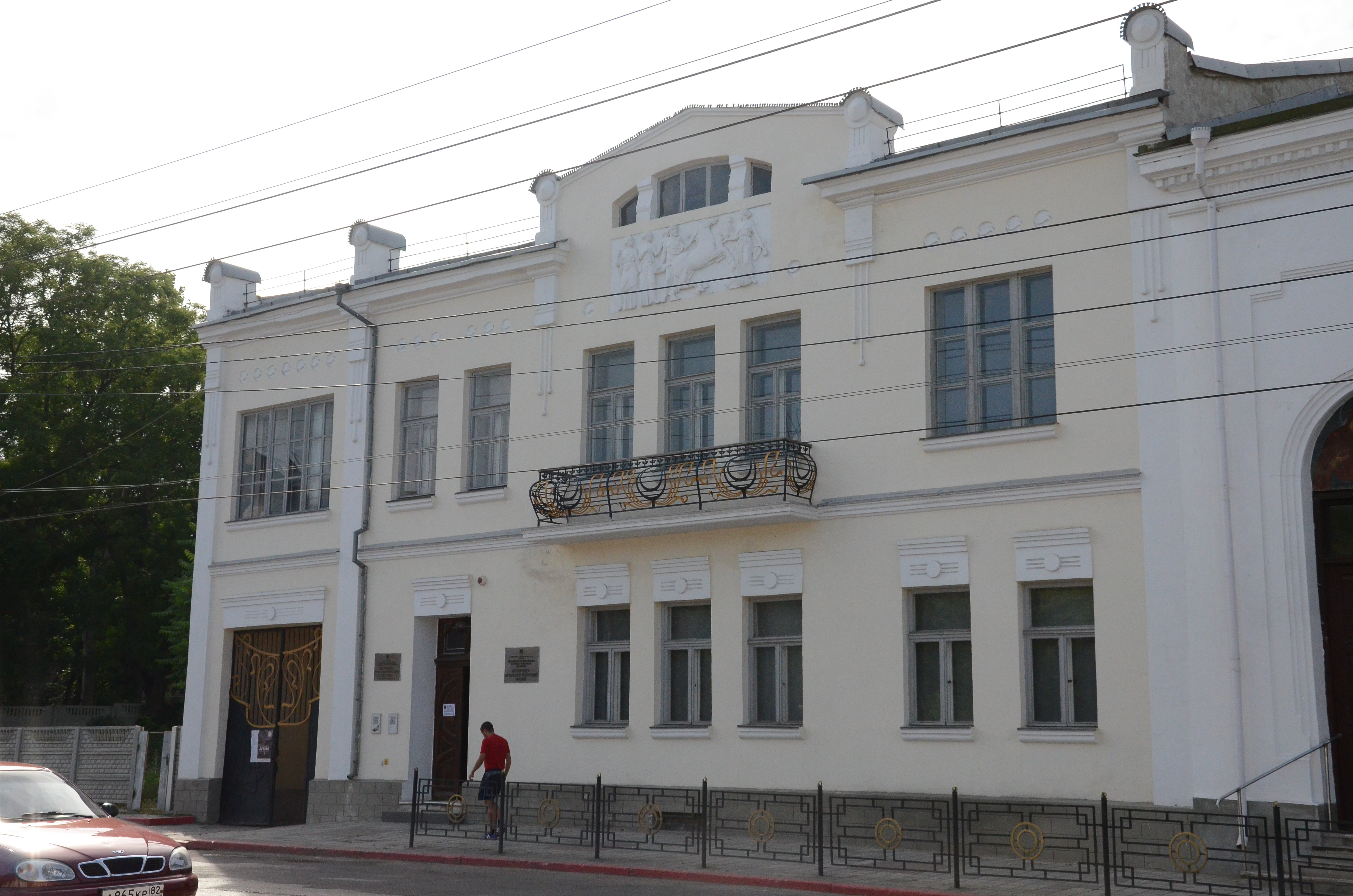
Керченский историко-археологический музей, ул. Свердлова, 22

Электровые статеры из Мирмекийского клада составили подавляющую часть нумизматической коллекции Керченского историко-культурного заповедника в категории золотых античных монет: из 107 таких монет, имевшихся в числе экспонатов заповедника по состоянию на 2010 год, 99 — это кизикины из Мирмекия. Всего в КИКЗ хранился на тот момент 101 кизикин; то есть, только 2 монеты в собрании заповедника происходили не из состава Мирмекийского клада — одна монета с изображением головы Зевса-Аммона с раскопок Нимфея (находка 1998 года) и одна монета со стёртым изображением с горы Митридат (находка 1970 года).
11 апреля 2005 года открыл свои двери для посетителей филиал Керченского заповедника — Золотая кладовая, где были выставлены произведения ювелирного искусства, геммы и нумизматическая экспозиция, в том числе Мирмекийский клад. После аннексии Крыма к России в 2014 году на базе КИКЗ был создан Восточно-Крымский историко-культурный музей-заповедник. Мирмекийский клад остался в экспозиции Золотой кладовой, находящейся по тому же адресу, что и ещё один филиал музея-заповедника — Керченский историко-археологический музей (Керчь, улица Свердлова, 22).